# Tinton Falls
Tinton Falls è un borough degli Stati Uniti d'America, situato nello stato del New Jersey, nella contea di Monmouth.